# Bridie Carter
Bridie Carter (ur. 18 grudnia 1970 w Melbourne w stanie Wiktoria) – australijska aktorka filmowa i teatralna oraz producentka. 

## Życiorys

### Kariera
Bridie Carter zaczęła grać w wieku sześciu lat. Pierwsze kroki stawiała w teatrze The Bouverie Street Theatre w Melbourne. Swoją pierwszą profesjonalną rolę zagrała mając 18 lat w australijskiej operze mydlanej Sąsiedzi. W 1994 Bridie ukończyła National Institute of Dramatic Arts (NIDA) w Sydney. Pięć lat później dostała jedną z głównych ról w filmie Fresh Air. W 2000 grała posterunkową Debbie Curtis w serialu Above the Law. Rok później otrzymała rolę Tess Silverman McLeod w serialu Córki McLeoda, w którą wcielała się przez pięć lat. Za tę rolę kilkakrotnie była nominowana do nagród Silver Logie i Gold Logie.
W 2007 roku Bridie w parze z tancerzem Craigiem Monleyem wygrała siódmą edycję australijskiego programu Dancing with the Stars. W tym samym roku była prezenterką programu Nat Geo Presents na kanale National Geographic. W 2009 Carter zagrała z odtwórcą jednej z głównych ról z serialu Córki McLeoda – Aaronem Jefferym w spektaklu Love Letters. W 2010 wystąpiła w filmie I Love You Too u boku Yvonne Strahovski i Petera Dinklage'a. Rok później wystąpiła gościnnie w serialach Ekipa ratunkowa (Rescue: Special Ops) oraz Hultaje (Wild Boys). Od 2013 do 2018 roku była ambasadorką marki La-Z-Boy. W 2014 wystąpiła gościnnie w serialu komediowym It's a Date. W 2015 roku swoją premierę miał film krótkometrażowy Nostalgia, w którym Carter zagrała główną rolę
W latach 2015–2018 grała redaktor naczelną Jan w serialu 800 Words. Była to jej pierwsza regularna rola od 2006 roku. W 2016 wystąpiła w spektaklu Tramwaj zwany pożądaniem (A Streetcar Named Desire), w którym zagrała główną rolę – Blanche DuBois. W listopadzie 2017 najpopularniejszy tygodnik australijski TV Week z okazji swojego 60-lecia ogłosił listę 60 największych gwiazd. Carter zajęła 22. miejsce w rankingu. W 2018 roku zagrała Theę Elvsted w sztuce „Hedda” u boku Danielle Cormack.
W sierpniu 2020 roku Carter ogłosiła, że dołączyła do obsady jednego z najpopularniejszych australijskich seriali Zatoka serc. Aktorka wystąpiła w tym serialu po raz trzeci, tym razem wcielając się w agentkę nieruchomości, Susie McCallister. W listopadzie tego samego roku aktorka ogłosiła, że wraz z Mylesem Pollardem założyła firmę producencką Homeland Entertainment. Pierwszym wspólnym projektem ma być film Walk in the Park. We wrześniu 2021 roku Carter zapowiedziała swój udział w 19. edycji programu Dancing with the Stars: All Stars, gdzie ponownie zatańczyła z Craigiem Monley'em, w parze z którym w 2007 roku wygrała 7. edycję tego programu.

## Życie prywatne
Bridie Carter ma dwóch młodszych braci. Jej matka, Kiffy Rubbo była dyrektorką galerii, a ojciec, Dennis Carter jest architektem. 
24 kwietnia 2004 roku Carter poślubiła projektanta, Michaela Wilsona, z którym ma dwóch synów Otisa (ur. 29.03.2005) i Tobiasa (ur. 23.04.2010). Obecnie mieszkają wraz z synem Michaela, Jamesem w Byron Bay, gdzie wspólnie prowadzą farmę. Od 2017 roku Carter wraz z mężem oferują zakwaterowanie na swojej posiadłości oraz organizację ślubów. 
Carter udziela się w różnych organizacjach charytatywnych, m.in. w Czerwonym Krzyżu.

## Filmografia
Filmy fabularne
- 1997: Kangaroo Palace jako Dianne
- 1999: Fresh Air jako E
- 1999: Envy jako Kirsty
- 2001: Mój mąż zabójca (My Husband My Killer) jako Janey
- 2010: I Love You Too jako Marie
- 2011: There's a Hippopotamus on Our Roof Eating Cake (krótki film) jako matka
- 2011: Ragtime (krótki film) jako Kate
- 2012: The Things My Father Never Taught Me (krótki film) jako Mary
- 2014: Skin (krótki film) jako Carol
- 2015: Nostalgia (krótki film) jako Carolyn
- 2016: Emo the Musical jako pani Doyle

Seriale
- 1995: Zatoka serc (Home and Away) jako Toni Jarvis
- 1996: G.P. jako dr Amanda Selwyn (sezon 8 odcinek 22)
- 1997: Simone de Beauvoir's Babies  jako agent randkowy
- 1997: Szczury wodne (Water Rats) jako Joanne Calvert (sezon 2 odcinki 19, 20)
- 1998: Cena życia (All Saints) jako Karen McCarthur
- 1999: Zatoka serc (Home and Away) jako Brooke Taylor
- 2000: Going Home jako Hillary Lawson
- 2000: Above the Law jako Debbie Curtis
- 2000: Tropem zbrodni (Murder Call) jako Jessica Millay (sezon 3 odcinek 21)
- 2001-06: Córki McLeoda (McLeod's Daughters) jako Tess Silverman McLeod Ryan
- 2011: Ekipa ratunkowa (Rescue: Special Ops) jako Stephanie Rouse (sezon 3 odcinek 13)
- 2011: Hultaje (Wild Boys) jako Victoria (sezon 1 odcinek 3)
- 2014: It's a Date jako Sharna (sezon 2 odcinek 7)
- 2015-18: 800 Words jako Jan
- 2021: Zatoka serc (Home and Away) jako Susie McCallister

Teatr
- 1994: Appetite, Fairfax Studio, Melbourne, VIC[23]
- 1996: Communicating Doors jako Jessica, Marian Street Theatre, Killara, NSW
- 1999: Lockie Leonard, Human Torpedo jako Vikki, Ensemble Theatre, Kirribilli, NSW
- 2006: No Names... No Pack Drill jako Kathy McLean, Parade Theatre, Kensington, NSW[24]
- 2009: Love Letters jako Melissa Gardner, Byron Theatre, Byron Bay, NSW[6]
- 2016: Tramwaj zwany pożądaniem (A Streetcar Named Desire) jako Blanche DuBois, La Boite Theatre Company, Brisbane, QLD[25]
- 2018: Hedda jako Thea Elvsted, Bille Brown Theatre, South Brisbane, QLD[16]

## Nagrody i nominacje
TV Week Logie Awards
| Rok  | Kategoria                              | Nagroda      | Rola w serialu                           | Rezultat  | Źródło |
| ---- | -------------------------------------- | ------------ | ---------------------------------------- | --------- | ------ |
| 2003 | Najpopularniejsza aktorka              | Silver Logie | Tess Silverman McLeod Ryan Córki McLeoda | Nominacja | [ 3 ]  |
| 2004 | Najpopularniejsza aktorka              | Silver Logie | Tess Silverman McLeod Ryan Córki McLeoda | Nominacja | [ 3 ]  |
| 2004 | Czołowa aktorka w serialu dramatycznym | Silver Logie | Tess Silverman McLeod Ryan Córki McLeoda | Nominacja | [ 3 ]  |
| 2005 | Najpopularniejsza aktorka              | Silver Logie | Tess Silverman McLeod Ryan Córki McLeoda | Nominacja | [ 3 ]  |
| 2005 | Najpopularniejsza osobowość            | Gold Logie   | Tess Silverman McLeod Ryan Córki McLeoda | Nominacja | [ 3 ]  |
| 2006 | Najpopularniejsza osobowość            | Gold Logie   | Tess Silverman McLeod Ryan Córki McLeoda | Nominacja | [ 3 ]  |
| 2006 | Najpopularniejsza aktorka              | Silver Logie | Tess Silverman McLeod Ryan Córki McLeoda | Nominacja | [ 3 ]  |